# Henry Ashby Turner
Henry Ashby Turner Jr. (* 4. April 1932 in Atlanta, Georgia; † 17. Dezember 2008 in New Haven, Connecticut) war ein amerikanischer Historiker. Er lehrte mehr als vierzig Jahre Deutsche Geschichte an der Yale University. Bekannt wurde er für sein 1985 auch auf Deutsch erschienenes Buch Die Großunternehmer und der Aufstieg Hitlers.

## Leben
Sein Bachelor-Studium in Lexington, Virginia, an der Washington and Lee University schloss Turner 1954 ab. Anschließend ging er für ein Jahr mit einem Fulbright-Stipendium an die Universität München und Freie Universität Berlin, wo er sich mit der Politik Gustav Stresemanns beschäftigte. 1957 erwarb er den Master an der Princeton University und 1960 bei Gordon A. Craig den Ph. D. An der Yale University in New Haven, an der er seit 1958 deutsche Geschichte gelehrt hatte, wurde er 1961 Assistenzprofessor, 1964 außerordentlicher Professor und 1971 ordentlicher Professor. Von 1976 bis 1979 war er dort Vorsitzender der historischen Fakultät. Nach einer Reihe von Stiftungsprofessuren trat er als Stillé Professor of History 2002 in den Ruhestand.

## Forschung
Im Mittelpunkt seiner Forschungen stand die Geschichte der Weimarer Republik und des Nationalsozialismus. In seiner umfassenden Darstellung über die Rolle der Großunternehmer zeigte Turner, dass die Großindustrie beim Aufstieg Hitlers der NSDAP mit wenigen Ausnahmen kritisch gegenüberstand und erst nach dem Scheitern der von ihr favorisierten Kanzlerschaft Franz von Papens zur NSDAP überschwenkte.
Turner wurde unter Historikern auch in Deutschland durch seine Aufsätze zu Faschismus und Kapitalismus in Deutschland, weit bekannt, die gesammelt 1972 erschienen. Darin lehnte er die marxistische These ab, dass die deutschen Großunternehmer wichtige finanziellen Unterstützer Hitlers gewesen seien, worüber eine Kontroverse etwa mit David Abraham, der in seinem Werk The Collapse of the Weimar Republic der Großindustrie die Hauptschuld für die Machtergreifung der Nationalsozialisten zugewiesen hatte, entbrannte. In Turners Buch German Big Business and the Rise of Hitler (deutsch: Die Großunternehmer und der Aufstieg Hitlers), arbeitete er seine Ergebnisse weiter aus und verwarf alle Bestrebungen, den Nationalsozialismus als Exponenten des kapitalistischen Systems zu deuten. Turner hatte akribisch die Unterlagen vieler großer deutscher Konzerne sowie der NSDAP überprüft. Ihm kommt das Verdienst zu, wichtige Quellen für die NS-Machtergreifung erschlossen zu haben. Dabei kam er zu dem Ergebnis, dass vor 1933 der Großteil des NSDAP-Geldes von Parteimitgliedern und Versammlungseinnahmen gekommen war. Hingegen war das meiste Geld aus unternehmerischen Kreisen an die konservativen politischen Parteien geflossen. Die am meisten begünstigte Partei war demnach die Deutsche Volkspartei (DVP); an zweiter Stelle lag die Deutschnationale Volkspartei (DNVP); danach kam das Zentrum und an vierter Stelle die NSDAP.
Der einzige Wahlkampf, in dem die Großunternehmer die Nationalsozialisten großzügig unterstützten, fand im März 1933 statt (vgl. Reichstagswahl März 1933), nachdem Hitler bereits zum Reichskanzler ernannt worden war. Bei seinen Recherchen entdeckte Turner die Broschüre Hitlers, Der Weg zum Wiederaufstieg, die Hitler für die führenden deutschen Industriellen geschrieben hatte.
Laut Turner war Hitlers Erlangung der Macht ein mögliches, aber nicht unumgängliches Resultat. Er legt die These nahe, der Untergang der Weimarer Republik sei stark von Zufälligkeiten und Kontingenzen geprägt und stellt sich damit gegen die Sonderweg-These der deutschen Geschichte. Dieser Theorie zufolge war der Nationalsozialismus ein zwangsläufiges Ergebnis der vorherigen Geschichte Deutschlands. Turner geht jedoch davon aus, dass Deutschland noch Anfang der 30er Jahre mit der NS-Diktatur, der kommunistischen Diktatur, der Militärdiktatur sowie der Demokratie vier Möglichkeiten hatte.
In seiner 1963 veröffentlichten grundlegenden Darstellung über Gustav Stresemann (Stresemann and the Politics of the Weimar Republic) wandte er sich gegen die Annahme eines spezifischen „deutschen Weges“. Turner schildert Stresemann als zähen und zunächst erfolgreichen Vorkämpfer einer Verständigung mit Frankreich, der sein langfristiges Ziel der Rückgewinnung der nationalen Souveränität nicht aufgegeben habe. In seiner 1999 veröffentlichten Fallstudie Hitler's Thirty Days to Power: January 1933 (deutsch: Hitlers Weg zur Macht: Der Januar 1933) legt Turner die These vor, dass der Erfolg der Nationalsozialisten nur aufgrund des Versagens der verantwortlich konservativ eingestellten Politiker in der Umgebung Paul von Hindenburgs ermöglicht wurde. Dabei spielten Oskar von Hindenburg, Alfred Hugenberg, Franz von Papen, Otto Meissner und Kurt von Schleicher die Hauptrollen.
Turners letztes Buch General Motors and the Nazis (2005; deutsch: General Motors und die Nazis) behandelt die Entwicklung der Opel-Werke, Tochtergesellschaft des amerikanischen Autoherstellers, zur Zeit der NS-Diktatur. In dieser Studie machte er deutlich, dass die Repräsentanten von General Motors für die Einschaltung des Werkes in die Rüstungsproduktion nur sehr bedingt verantwortlich gemacht wurden. Doch verschweigt er nicht, dass die Muttergesellschaft, die 1951 Anspruch auf die zuvor einbehaltenen Dividenden erhob, zur Nutznießerin der Rüstungsgewinne des Unternehmens wurde.
Turners wissenschaftlicher Nachlass wird in der Yale University Library aufbewahrt.

## Schriften (Auswahl)
- Stresemann and the Politics of the Weimar Republic. Princeton University Press, Princeton NJ 1963.
  - Stresemann. Republikaner aus Vernunft. Leber, Berlin u. a. 1968.
- Faschismus und Kapitalismus in Deutschland. Studien zum Verhältnis zwischen Nationalsozialismus und Wirtschaft. Vandenhoeck und Ruprecht, Göttingen 1972, ISBN 3-525-01310-8.
- German Big Business and the Rise of Hitler. Oxford University Press, New York NY u. a. 1985, ISBN 0-19-503492-9.
  - Die Großunternehmer und der Aufstieg Hitlers. Siedler, Berlin 1985, ISBN 3-88680-143-8.
- The Two Germanies since 1945. Yale University Press, New Haven CT u. a. 1987, ISBN 0-300-03865-8.
  - Geschichte der beiden deutschen Staaten seit 1945 (= Serie Piper 883). Piper, München u. a. 1989, ISBN 3-492-10883-0.
- Geißel des Jahrhunderts. Hitler und seine Hinterlassenschaft. Siedler, Berlin 1989, ISBN 3-88680-353-8.
- Hitler's Thirty Days to Power. January 1933. Addison-Wesley, Reading MA u. a. 1996, ISBN 0-201-40714-0.
  - Hitlers Weg zur Macht. Der Januar 1933. Luchterhand, München 1996, ISBN 3-630-87988-8.
- General Motors and the Nazis. The Struggle for Control of Opel, Europe's Biggest Carmaker. Yale University Press, New Haven CT u. a. 2005, ISBN 0-300-10634-3.
  - General Motors und die Nazis. Das Ringen um Opel. Econ, Berlin 2006, ISBN 3-430-19206-4.